# Ракоць
Ракоць, Ракоці (рум. Racoți) — село у повіті Горж в Румунії. Адміністративно підпорядковане місту Тісмана.
Село розташоване на відстані 257 км на захід від Бухареста, 27 км на захід від Тиргу-Жіу, 101 км на північний захід від Крайови.

## Населення
За даними перепису населення 2002 року у селі проживали 354 особи, усі — румуни. Усі жителі села рідною мовою назвали румунську.